# Новоивановка (Хабарский район)
Новоивановка — упразднённое село в Хабарском районе Алтайского края России. Располагалось на территории современного Тополинского сельсовета. Точная дата упразднения не установлена.

## География
Располагалось в 5 км к востоку от села Топольное.

## История
Основано в 1926 г. В 1928 г. выселок Ново-Ивановский состоял из 8 хозяйств. В составе Тополинского сельсовета Ново-Алексеевского района Славгородского округа Сибирского края.

## Население
В 1926 г. в посёлке проживало 36 человек (26 мужчин и 10 женщин), основное население — русские.